# Anna Tarwacka
Anna Ewa Tarwacka (ur. 23 maja 1978 w Warszawie) – polska prawniczka, profesor nauk społecznych w dyscyplinie nauki prawne, profesor na Uniwersytecie Kardynała Stefana Wyszyńskiego w Warszawie, specjalistka w zakresie prawa rzymskiego.

## Życiorys
W 2001 ukończyła studia na kierunku filologia klasyczna na Uniwersytecie Warszawskim, a w 2003 studia prawnicze na Wydziale Prawa i Administracji Uniwersytetu Warszawskiego. W 2008 na podstawie napisanej pod kierunkiem Jana Zabłockiego rozprawy pt. Prawo rzymskie wobec piractwa otrzymała na Wydziale Prawa i Administracji Uniwersytetu Kardynała Stefana Wyszyńskiego w Warszawie stopień naukowy doktora nauk prawnych w zakresie prawa, specjalność: prawo rzymskie. W 2013 na Wydziale Prawa Uniwersytetu w Białymstoku na podstawie dorobku naukowego oraz rozprawy pt. Prawne aspekty urzędu cenzora w starożytnym Rzymie uzyskała stopień doktora habilitowanego nauk prawnych w zakresie prawa, specjalność: prawo rzymskie. Została profesorem nadzwyczajnym na Wydziale Prawa i Administracji Uniwersytetu Kardynała Stefana Wyszyńskiego w Warszawie Wydział Prawa i Administracji zatrudnionym w Katedrze Prawa Rzymskiego oraz prodziekanem tego wydziału w kadencji 2016–2020.
W 2020 prezydent RP Andrzej Duda nadał jej tytuł profesora nauk społecznych w dyscyplinie nauki prawne.
W 2021 została członkinią korespondentką Towarzystwa Naukowego Warszawskiego.
W latach 2021–2023 członkini Rady Naukowej Instytutu De Republica. 